# Sulear
O termo sulear problematiza e contrapõe o caráter ideológico do termo nortear (norte: acima, superior; sul: abaixo, inferior), dando visibilidade à ótica do sul como uma forma de contrariar a lógica eurocêntrica dominante a partir da qual o norte é apresentado como referência universal.
O vocábulo é um posicionamento crítico às representações geradas pelas referências espaciais e de orientação entre o eixo Norte-Sul e as tensões oriundas dessa relação. Tais representações transcendem para as leituras do mundo, os pontos de vista, através da História, da Geografia, da Literatura e das falas que marcam as percepções do entorno.

## Origem
Em 1991, o físico brasileiro Marcio D’Olne Campos publicou o texto “A Arte de sulear-se”, no qual, pela primeira vez, fez menção aos termos "sulear-se" e "suleamento". Nessa publicação, Marcio Campos questiona a demarcação de certos espaços e tempos, períodos e épocas da História Universal e da Geografia que foi imposta pelos países considerados centrais no planeta.
No que se refere à orientação espacial, por exemplo, sobretudo com relação aos pontos cardeais, as regras práticas ensinadas são práticas apenas para quem se situa no hemisfério norte e a partir de lá se norteia. Tal perspectiva influenciou diretamente na elaboração dos globos terrestres, mapas e materiais didáticos, nos quais o hemisfério norte sempre foi apresentado para cima, em uma posição superior ao sul.
Marcio Campos afirma que “em qualquer referencial local de observação, o Sol nascente do lado do oriente permite a orientação. No hemisfério norte, a Estrela Polar, Polaris, permite o norteamento. No hemisfério sul, o Cruzeiro do Sul permite o ‘suleamento’”. E problematiza: “Apesar disto, em nossas escolas, continua a ser ensinada a regra prática do norte, ou seja, com a mão direita para o lado do nascente (leste), tem-se à esquerda o oeste, na frente o norte e atrás o sul, com essa pseudo-regra-prática dispomos de um esquema corporal que, à noite, nos deixa de costas para o Cruzeiro do Sul, a constelação fundamental para o ato de ‘sulear-se’. Não seria melhor usarmos a mão esquerda apontada para o lado do oriente?”.

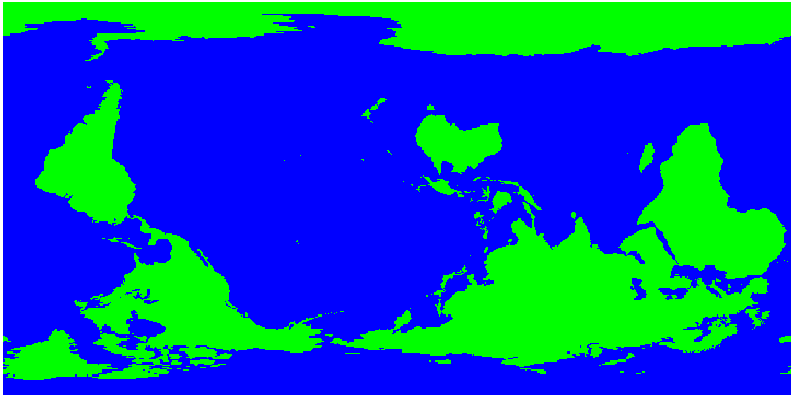
Mapa invertido

Ao defender que é preciso insistir a regra de colocar a mão esquerda apontando para o lado do nascente ou oriente e assim olharmos para o sul no ato de ‘sulear’, Marcio D’Olne Campos explica que a regra de orientar para o lado do oriente significa continuar olhando para o norte e para os seus habitantes norteados, mantendo uma regra que nos desnorteia. Suleando “integramos esquema corporal e lateralidade de uma forma coerente entre o céu e a terra, percebendo o nosso horizonte, o nosso ambiente”.
Essas propostas reflexivas ilustradas no campo espacial e de orientação transcendem para outras áreas de forma intersdisciplinar buscando ressignificar a imposição dessas convenções em nosso hemisfério e questionar esse “caráter apenas informativo e livresco impresso à Educação nos países periféricos, ou seja, do terceiro mundo”. Marcio D’Olne ressalta, ainda, a notável “presença da conotação ideológica nos referenciais do Norte com os quais carregamos o germe da dominação. Este germe explicita-se com frequência nas oposições do tipo: Norte/Sul, acima/abaixo, subir/descer, superior/inferior, central/periférico, desenvolvido/em desenvolvimento”.

## Paulo Freire e o sulear
Em 1992, Paulo Freire, grande educador, pedagogo e filósofo brasileiro, faz uso do vocábulo “suleá-los” em oposição ao verbo nortear na página 15 do livro Pedagogia da Esperança, que propõe “Um reencontro com a pedagogia do oprimido”. Apesar do termo não constar nos dicionários da língua portuguesa, Freire chama a atenção para a conotação ideológica dos termos nortear, norteá-lo, nortear-se, orientação, orientar-se e outras derivações, citando como referência o físico Marcio D’Olme Campos.
Naquela época, Paulo, Ana Maria Araújo Freire e Marcio O’lme Campos mantinham vários diálogos sobre a oposição nortear/sulear e esse interesse gerou a elaboração da nota 15 situada na página 218 do livro: ’15. “Suleá-los” ‘. “Quem primeiro alertou Freire sobre a ideologia implícita em tais vocábulos, marcando as diferenças de níveis de 'civilização' e de 'cultura', bem ao gosto positivista, entre o hemisfério Norte e o Sul, entre o 'criador' e o 'imitador', foi o físico supracitado – Marcio Campos – atualmente dedicado à etnociência, à etnoastronomia e à educação ambiental”.
Ao procurar entender seus alunos-interlocutores a partir do lugar de fala deles, Freire faz autocrítica ao fato de nem sempre se transportar para o referencial de pensamento-ação dos alunos durante o diálogo e, no corpo do texto, afirma que “apesar de alguns anos de experiência como educador, com trabalhadores urbanos e rurais, eu ainda quase sempre partia de meu mundo, sem mais explicação, como se ele devesse ser o 'sul' que os orientasse. Era como se minha palavra, meu tema, minha leitura do mundo, em si mesmas, tivessem o poder de ‘suleá-los’” (pág. 15).
Ainda na nota 15 do livro, Freire faz uma série de questionamentos baseados nas “observações-denúncias do prof. Márcio Campos perguntando-nos com a intenção de provocar-nos a reflexão: ‘virar as costas’ ou virar ‘de costas’ ou nos deixar de costas  para o Cruzeiro do Sul – signo da bandeira, símbolo brasileiro, ponto de referência para nós – não seria uma atitude de indiferença, de menosprezo, de desdém para com as nossas próprias possibilidades de construção local de um saber que seja nosso, para com as coisas locais e concretamente nossas? Por que isso? Como surgiram e se perpetuaram entre nós? A favor de quem? A favor de quê? Contra quê? Contra quem nessa forma de ler o mundo?”.
Marcio O’lme Campos reconhece a importância do educador Paulo Freire e compreende o porquê de alguns estudiosos atribuírem a ele a criação do termo/verbo sulear. No entanto, ressalta que o que ele fez com a sua sabedoria foi valorizá-lo, tornando-o mais rico e difundido.
O termo “sulear”, na concepção de Paulo Freire, é associado, especificamente, à epistemologia do saber com a defesa e valorização da identidade nacional e do contexto local dos estudantes no processo educacional e de leitura do mundo. Sulear pensamentos e práticas é uma perspectiva que se anuncia no pensamento freireano para fortalecer a construção de práticas educativas emancipatórias.
Em 2008, foi lançado o Dicionário Paulo Freire, organizado por Streck, Redin e Zitkoski, com o objetivo de explicitar palavras utilizadas nas obras do educador, auxiliando a entender seu entorno teórico-prático. No dicionário, dentro da entrada do verbete sulear, Adams explica que, para Freire, os projetos e planos autônomos, geralmente inviabilizados, deveriam ter espaço no lugar dos esquemas e receitas importadas. Além disso, o termo se contrapõe a esses “processos de cópias de modelos estrangeiros que continuam até os nossos dias, em todas as áreas da organização social, inclusive na linguagem”.
Nessa perspectiva, Freire convoca nosso olhar para os elementos suleadores, contra-hegemônicos, para denunciar a suposta neutralidade epistemológica de uma ciência atrelada aos interesses capitalistas, quase sempre produzidos nos países do norte.

## A Linguística Aplicada e as "vozes do Sul"
Inspirados na pedagogia emancipatória difundida por Paulo Freire e em estudos sobre a descolonização do conhecimento, a busca por novas epistemologias do saber, desenvolvidos por Edgardo Lander, Walter Mignolo, Aníbal Quijano, Arturo Escobar, Boaventura de Sousa Santos, Enrique Dusell, entre outros, pesquisadores da Linguística Aplicada começaram a discutir a necessidade de construir, dentro da área, conhecimentos que contemplassem outras vozes.
Diante disso, Moita Lopes destaca a necessidade de “ouvir e aprender com as vozes do Sul”, isto é, considerar aqueles que realmente experienciam as práticas sociais e tentar entender a vida social a partir da perspectiva dessas vozes marginais.  A proposta é “trazer outras vozes latino-americanas, afim de ‘sulear’ (orientar para o sul) o debate e questionar a hegemonia ocidental do Norte, ainda imperante na definição dos nossos problemas de pesquisa”.
Sulear, na Linguística Aplicada, significa redirecionar a natureza da formulação dos problemas de pesquisa e participar socialmente a partir de trabalhos sobre sexo e gênero, racismo, proletarização do professor, a exclusão e o ensino na escola pública, a interculturalidade na produção de textos escolares, na formação de docentes, nos currículos da escola. Temas estes atraentes para linguistas aplicados que querem olhar, com olhos do Sul, para o Sul, de uma posição de vantagem porque é fronteiriça e ao mesmo tempo exterior, ocupando, assim, uma terceira, diferente e privilegiada posição.

## "América Invertida" de Joaquín Torres García

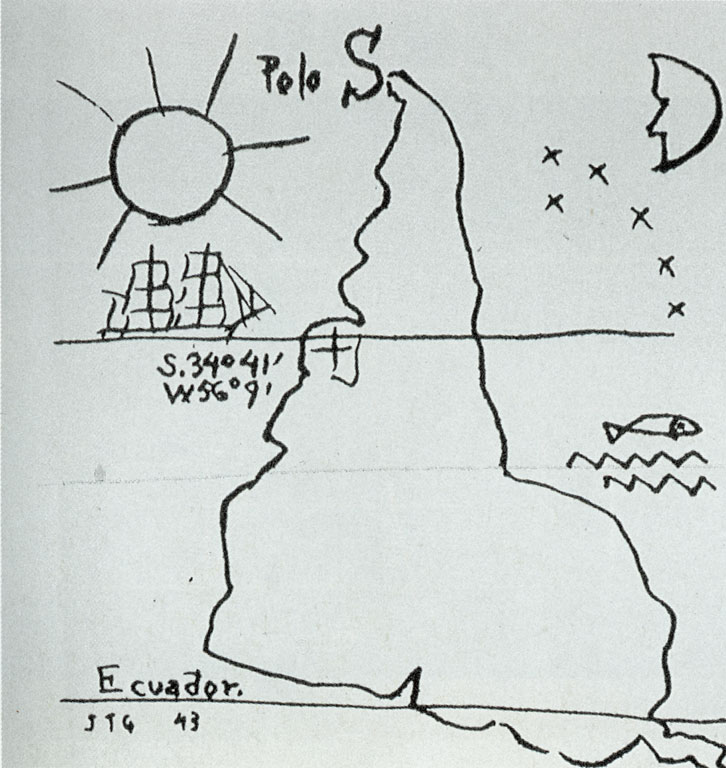
"América Invertida" (1943), de Joaquín Torres García.

Apesar de o termo sulear haver sido utilizado, pela primeira vez, na década de 90, pelo físico brasileiro Marcio D’Olne Campos,  e difundido, depois, no campo educacional por Paulo freire, o uruguaio Joaquín Torres García propôs uma metáfora, que antecipava a perspectiva do suleamento, desenhando, em 1943, o mapa da América de cabeça para baixo, mostrando o mundo de outra perspectiva.
“Nosso norte é o Sul. Não deve haver norte, para nós, senão por oposição ao nosso Sul. Por isso agora pomos o mapa ao revés, e então já temos a exata ideia de nossa posição, e não como querem no resto do mundo. A ponta da América, desde agora, prolongando-se, assinala insistentemente o Sul, nosso Norte”, escreveu Torres García.
Em sua obra, Torres García compôs um poderoso “símbolo de afirmação de uma identidade cultural” e defendeu a criação de uma Escuela del Sur, buscando a valorização da nossa cultura, indo de encontro à constante busca da globalização de ‘homogeneizar’ os povos, com a super valorização de tudo que é próprio ao hemisfério norte, e ilustrando uma necessidade latino-americana de buscar caminhos próprios.
A proposta não era fazer com que os do sul se tornassem os detentores do poder no continente, mas sim passar a olhar pra nós mesmos, de forma diferente. Ocupando uma nova posição no mundo, um lugar de destaque. Onde tudo que é nosso, que vem do Sul, passa a ser o nosso norte.